# انریکه سانس
انریکه سانس (ایتالیایی: Enrique Sanz؛ زادهٔ ۱۱ سپتامبر ۱۹۸۹) دوچرخه‌سوار اهل اسپانیا است.
از باشگاه‌هایی که در آن رکاب زده‌است می‌توان به ویلیر تریستینا–سله ایتالیا و تیم موویستار اشاره کرد.